# Сенес-де-Алькуб'єрре
Сенес-де-Алькуб'єрре (ісп. Senés de Alcubierre) — муніципалітет в Іспанії, у складі автономної спільноти Арагон, у провінції Уеска. Населення — 60 осіб (2009).
Муніципалітет розташований на відстані близько 320 км на північний схід від Мадрида, 26 км на південь від Уески.

## Демографія
Динаміка населення (INE ):

## Галерея зображень

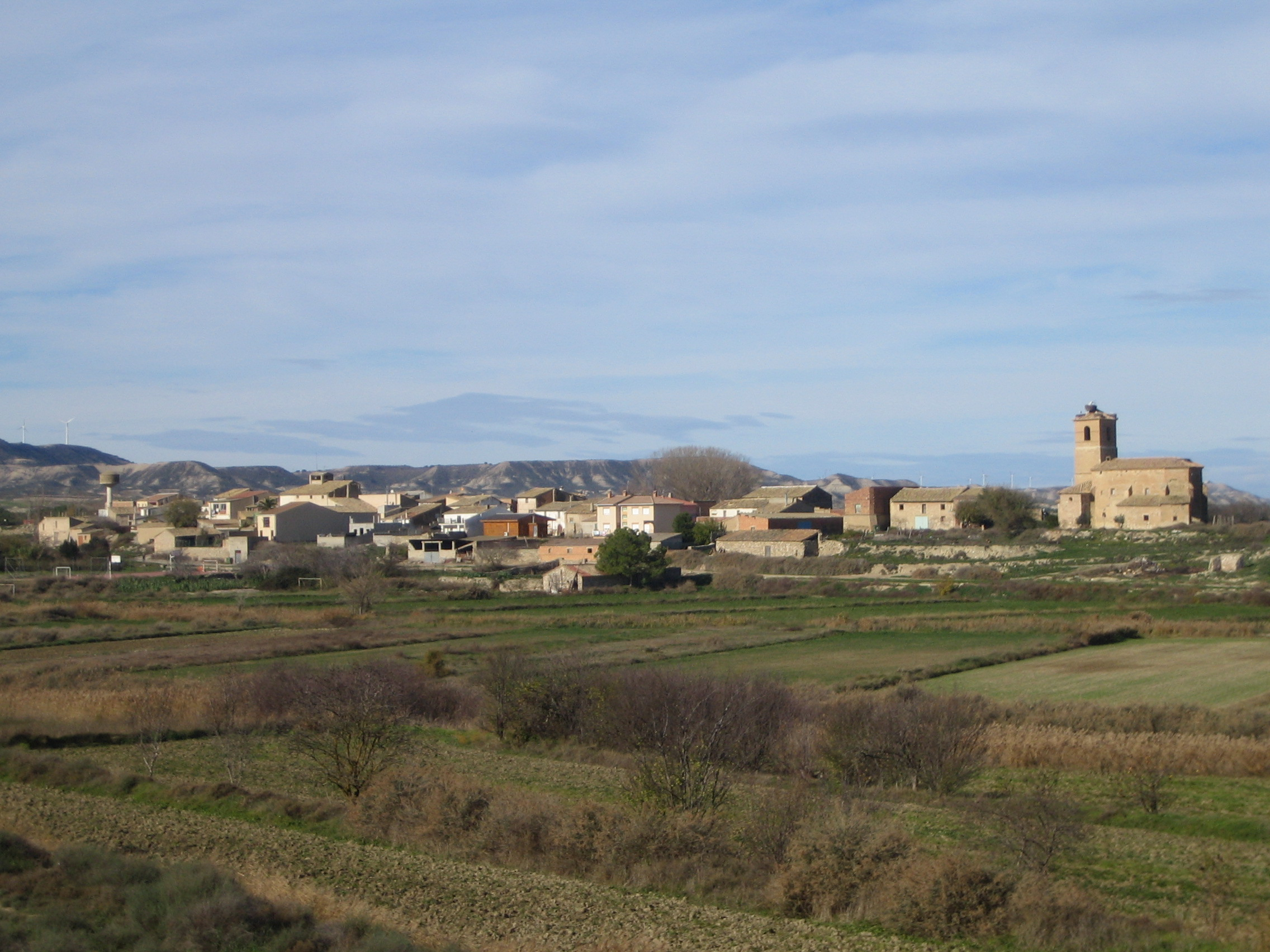
Сенес-де-Алькуб'єрре